# Marguerite Wildenhain
Marguerite Wildenhain (Lió, 11 d'octubre de 1896 – Sonoma (Califòrnia), 24 de febrer de 1985), nascuda Marguerite Friedlaender –o Friedländer–, va ser una artista ceramista, professora i autora formada a l'Escola de la Bauhaus, que va donar a la ceràmica un enfocament durador, pràctic i simple. Després d'immigrar als Estats Units al 1940 fugint del nazisme, va ensenyar als tallers de Pot Farm i va escriure tres llibres sobre l'art i la tècnica de la ceràmica. L'artista Robert Arneson la va descriure com «la gran dama dels terrissaires».

## Primers anys
Wildenhain va néixer a Lió, França; de mare britànica, Rose Calmann, i pare alemany, Théodore Friedlaender, comerciants de seda. El seu germà va ser el tipògraf israelià Henri Friedlaender. Va rebre una educació primària primer a Alemanya, després a Yorkshire, Anglaterra. Al començament de la Primera Guerra Mundial, la seva família es va traslladar a Alemanya on va acabar els estudis secundaris. A partir del 1914, va estudiar escultura a l'Escola d'Arts Aplicades de Berlín, després va treballar com a decoradora d'articles de porcellana en una fàbrica de Rudolstadt. Va ser a la fàbrica on es va encendre la seva passió pel torn de terrissaire.

## A la Bauhaus
Poc després de la Primera Guerra Mundial, mentre es trobava a Weimar durant un cap de setmana, es va topar amb la crida pública de l'arquitecte Walter Gropius sobre la fundació de l'escola de la Bauhaus el 1919: «un nou gremi d'artesans sense les distincions de classe que aixequen una barrera arrogant entre artesans i artistes». En aquell mateix moment, segons recordava després en la seva autobiografia, va decidir convertir-se en un dels primers estudiants a matricular-se.
Va arribar a la Bauhaus quan el taller de ceràmica només era “una habitació amb un forn”, així que va fer classes a Dornburg amb Max Krehan i va passar l'examen d'ingrés. Durant el seu temps a la Bauhaus, Wildenhain va estudiar al costat dels pintors Paul Klee i Wassily Kandinsky i va treballar de prop amb l'escultor Gerhard Marcks (el seu Formmeister o formador) i el terrissaire Max Krehan (el seu Lehrmeister o mestre artesà). El 1925, Wildenhain es va convertir en la primera dona a obtenir la certificació de Mestra Ceramista a Alemanya.
El 1926, va abandonar l'escola i es va traslladar a Halle-Saale, Alemanya, on va ser nomenada cap del taller de ceràmica de l'Escola de Belles Arts i Arts Aplicades de Burg Giebichenstein. Mentre es trobava allà, també es va associar a Konigliche Porzellan-Manufaktur (o KPM), ara Staatliche Porzellan-Manufaktur, per a la qual va dissenyar els prototips per a estris de cuina elegants i produïts en massa. (tots dos el 1930). El mateix any es va casar amb un artista ceràmic, Frans Wildenhain que havia estat el seu company de classe a la Bauhaus.
El 1929, va assolir la meta Bauhaus de les ceràmiques manufacturades en sèrie, gràcies al fet de tenir un forn de prova i cooperar amb la Royal Porcelain de Berlín, traient productes funcionals i barats amb l'eslògan de «porcellana per a la nova vivenda».
Quan els nazis van arribar al poder el 1933, Wildenhain es va veure obligada a deixar el seu lloc docent a causa de la seva ascendència jueva. Amb el seu marit (ciutadà alemany no jueu), es va traslladar a Putten, Països Baixos, on la parella va establir una botiga de terrisseria anomenada Het Kruikje (L'olleta), i on van viure fins al 1940 fent ceràmica.
Al 1937 va tornar a associar-se amb la indústria i, per encàrrec del Govern neerlandès, va crear el joc de te Five o'Clock per a l'Exposició Internacional de París.

## Als tallers de Pond Farm
Al 1940, abans de la invasió nazi, Wildenhain -com a ciutadana francesa- va poder emigrar a Nova York, però la sol·licitud del seu marit va ser denegada. Wildenhain es va traslladar de Nova York a Califòrnia el 27 de maig de 1940, on va ocupar un càrrec docent durant dos anys al California College of Arts and Crafts (CCAC), a Oakland. A principis de la dècada de 1940, Wildenhain es va traslladar a Pond Farm, un terreny de conreu propietat de l'arquitecte Gordon Herr i la seva dona Jane Herr, que tenien el somni de construir una colònia d'art als EUA, i on ella es va centrar a crear el taller. I efectivament, va esdevenir el germen per a la formació de tota mena d'artistes que es va estendre per Califòrnia i els Estats Units.
Després d'obtenir la ciutadania dels Estats Units, el 1945, Wildenhain va poder finançar i patrocinar l'emigració del seu marit (que en els anys de la seva separació havia estat reclutat per l'exèrcit alemany). Els tallers Pond Farm, com es van fer coneguts, van funcionar entre 1949 i 1952 i van ser dirigits per Gordon Herr, Marguerite i Franz Wildenhain, i dos altres companys artistes, l'artista tèxtil Trude Guermonprez (nascut Jalowetz) i l'artista de metalls Victor Ries. L'artista del collage Jean Varda i l'escultora Claire Falkenstein també van impartir classes a la granja Pond un cop per setmana. En aquests tallers exigents, centrats en l'ús del torn d'estil Bauhaus, els estudiants van crear centenars de formes ceràmiques, com pitxers de flors, bols, càntirs, tasses i pots de te. Durant els tallers, els estudiants se centraven en el domini del procés més que no pas en la cocció de la ceràmica i l'esmaltat. Durant les pauses, estudiants i professors parlaven i debatien sobre temes com la natura i la música, la filosofia, l'estructura de les fulles i la comptabilitat. La granja Pond va funcionar realment com a "escola per a la vida". Molts dels seus estudiants van passar a ser ceramistes professionals d'èxit i van atribuir a Wildenhain un aprenentage fonamental per a les seves carreres artístiques.
Els tallers Pond Farm van acabar per diverses raons: l'estil de lideratge dominant de Herr, la mort de Jane Herr el 1952, Franz també va deixar Marguerite i va passar a fer de professor a la School For American Craftsmen del Rochester Institute of Technology de Nova York, mentre que Marguerite va continuar vivint a Pond Farm.

## Darrers anys
Durant els anys següents, a mesura que creixia la dimensió artística de Marguerite Wildenhain, la seva pròpia escola d'estiu continuà, amb una vintena d'estudiants cada any. També va publicar tres llibres: Pottery: Form and Expression; The Invisible Core: A Potter's Life and Thoughts; i That We Look and See: An Admirer Looks at the Indians. Va fer conferències a escoles de tots els Estats Units i va viatjar al sud i Amèrica Central, Europa i Orient Mitjà. Des de la seva mort als 88 anys, els jardins i edificis de Pond Farm s'han conservat i actualment formen part de la xarxa de parcs estatals de Califòrnia. Hi ha plans per restaurar i conservar l'estudi i la casa de Pond Farm i a fer-los accessibles per a l'ús públic.

## Obra
- Pottery, Form and Expression (New York, 1962)
- The Invisible Core: A Potter's Life and Thoughts (New York, 1973)
- …that We Look and See: An Admirer Looks at the Indians (Decorah, IA, 1979)
- R. Kath, ed.: The Letters of Gerhard Marcks and Marguerite Wildenhain, 1970-1981: A Mingling of Souls. (Ames, IA, 1991).
- D.L. Schwarz, ed.: Marguerite Letters to Franz Wildenhain (Decorah, IA, 2005).